# Chùa Viên Minh (Bến Tre)
Chùa Viên Minh tọa lạc tại số 156, đường Nguyễn Đình Chiểu thuộc địa phận phường An Hội, thành phố Bến Tre, tỉnh Bến Tre.
Chùa được xây dựng vào năm 1874 với diện tích 3358 m², nơi đây nguyên là một miếu thờ Quan Công. Lúc đầu chùa chỉ được xây dựng thô sơ, nhỏ hẹp, bên trong thờ Phật và tượng Quan Thánh Đế phù hợp với tín ngưỡng của người Hoa và người Việt. Năm 1951 đến năm 1959 chùa được xây lại và kiến trúc được giữ nguyên đến ngày nay. Đến năm 2002, chùa được trùng tu lại khang trang hơn. Ở sân trước có tôn trí thêm hai pho tượng Quan Thế Âm đứng trên đài sen cao 3 mét có hạc chầu hai bên và Phật đài Thích Ca cao 7 mét. Khu vực chánh điện cũng được bày trí trang nghiêm, đặc biệt có hai pho tượng Phật Di đà và Thích ca cốt bằng nan tre.